# Culicoides insignis
Culicoides insignis är en tvåvingeart som beskrevs av Lutz 1913. Culicoides insignis ingår i släktet Culicoides och familjen svidknott. Inga underarter finns listade i Catalogue of Life.